# Зориновка (станция)
Зори́новка (укр. Зоринівка) — бывшая железнодорожная станция на 885 километре магистрали Москва — Воронеж — Ростов-на-Дону, относящаяся к Лискинскому региону Юго-Восточной железной дороги, но расположенная на территории Меловского района Луганской области Украины. По территории Украины проходил участок от Гартмашевки (863-й км) до Чертково (900-й км), не связанный с железнодорожной сетью Украины. Земля под железнодорожной станцией арендовалась у Украины, на ней работали 23 жителя села Зориновка, из-за пограничного расположения станция и село испытывали проблемы с водоснабжением.

## Статус
В июле 2012 года ОАО «РЖД» сообщило о работе специальной российско-украинской рабочей комиссии на межправительственном уровне по разграничению прав России и Украины на имущество железнодорожных участков, проходящих по территории Украины, и оформлению прав компании на него. Пока РЖД неофициально арендует станцию и железнодорожные пути у местного сельсовета, в связи с тем, что балансовая принадлежность спорного 37-километрового участка и имущества на нём ещё не определена. Администрация Луганской области предполагает, что после оформления прав собственности в соответствии с украинским законодательством РЖД смогут заключить долгосрочный контракт на аренду данного имущества. Вместе с тем, по данным прессы, возможен и другой вариант: РЖД предлагают путём обмена приграничных территорий перенести госграницу России и Украины таким образом, чтобы железная дорога и станция оказались целиком на российской стороне.
По станции формально разрешены коммерческие операции — продажа пассажирских билетов, приём-выдача повагонных отправок (подъездные пути), однако пассажирские поезда здесь остановок не имеют из-за отсутствия пункта пограничного контроля, что неудобно для местных жителей, привыкших добираться до районного центра Меловое на электропоездах.
Маршрут электропоездов ЮВЖД, ранее следовавших через Зориновку на Чертково, в настоящее время укорочен до станции Гартмашевка, расположенной на российской территории.

## Обход Журавка — Миллерово
До 2014 года рассматривался проект строительства железнодорожной линии Прохоровка — Журавка — Чертково — Батайск протяженностью 748 километров, который, помимо решения задач повышения пропускной способности железных дорог на направлении Центр — Юг, должен решить и проблему обхода территории Украины. Строительство должно было начаться в 2018 году за счёт федеральной целевой программы.
Позже было принято решение строительства обхода длиной 137 км между станциями примыкания Журавка (ЮВЖД) и Боченково (СКЖД). В 2015 году силами железнодорожных войск России и службами железной дороги строительство было начато. Работы по строительству железнодорожного обхода были завершены в августе 2017 года. 20 сентября 2017 года по новой линии начали курсировать грузовые поезда. 10 декабря по новой линии стали курсировать все поезда дальнего следования. В январе 2018 года участок Гартмашевка (искл.) — Чертково (искл.) закрыт для движения поездов. Нечётный путь участка Журавка — Гартмашевка разобран, а сама станция Гартмашевка теперь является парком станции Журавка. В апреле 2018 года начались работы по разборке участка Гартмашевка (искл.) — Чертково (искл.). После его демонтажа образованы тупиковые ответвления Журавка—Гартмашевка и Чертково—Боченково, на которых будет сохранено пригородное сообщение, а также вывозная работа до станций Мальчевская и Кантемировка. В Гартмашевском парке станции Журавка планируется создание базы запаса. Так же — в феврале 2018 года был разобран нечётный путь на участке Чертково — Боченково.. В сентябре 2019 года начались работы по разборке участка Шептуховка (искл.)-Чертково (вкл.). Таким образом, участок Боченково-Чертково сокращён до Шептуховки. Образован тупиковый участок Боченково-Шептуховка. Одновременно с этим,- начались работы по демонтажу чётного пути участка Боченково-Шептуховка.

## Происшествия
8 июня 1981 года близ станции произошло крушение поезда № 115 «Лихая-Москва» (отменён в 1997 году). Крушение случилось на повороте на недавно уложенных путях, которые разошлись от нагрева. Перевернулось несколько вагонов, пострадали несколько десятков человек, в больнице от полученных ран умерла одна проводница. Ремонтно-восстановительные работы проводились до утра следующего дня.